# Tusby Strandväg

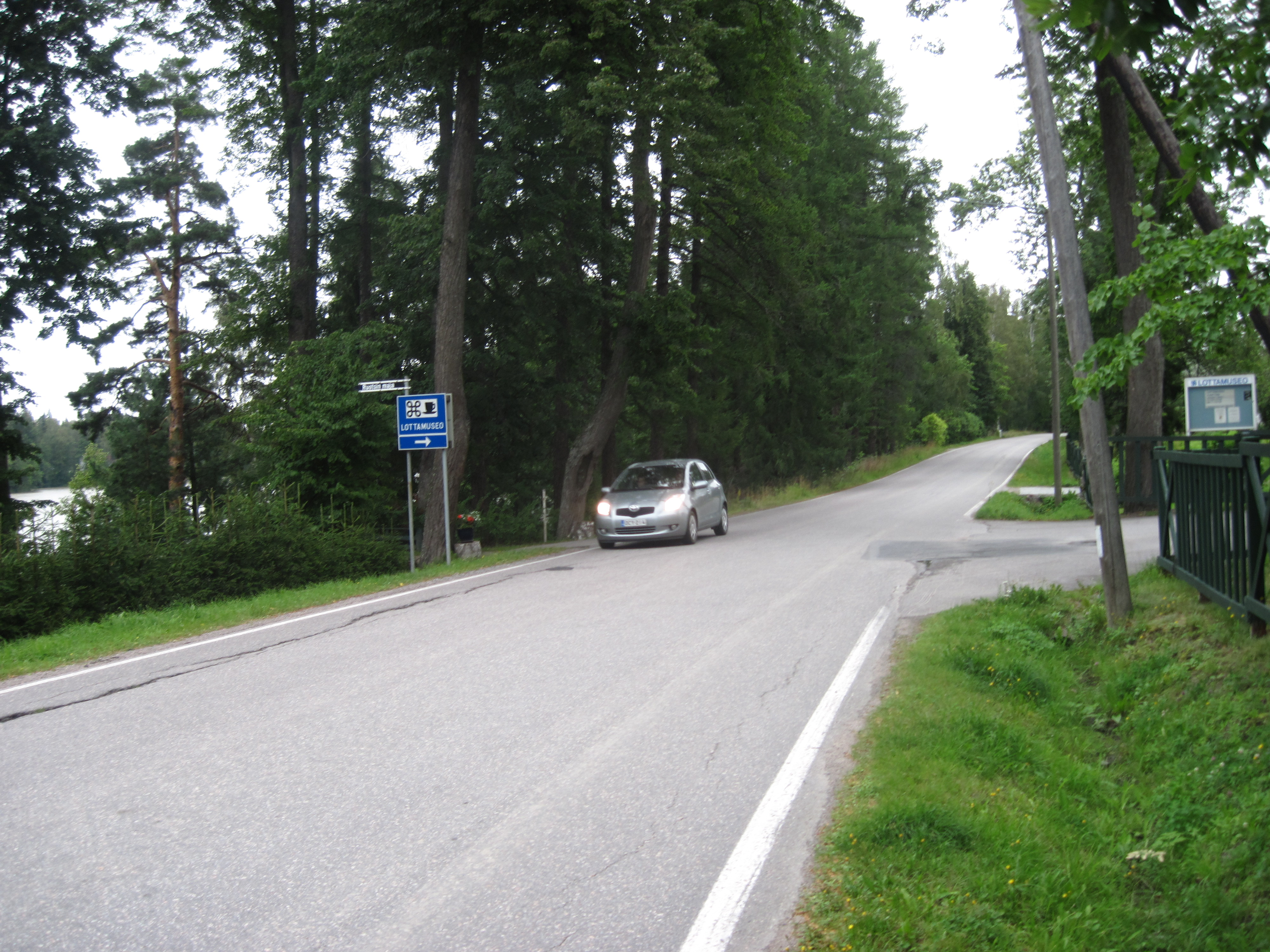
Tusby Strandväg utanför Lottamuseum

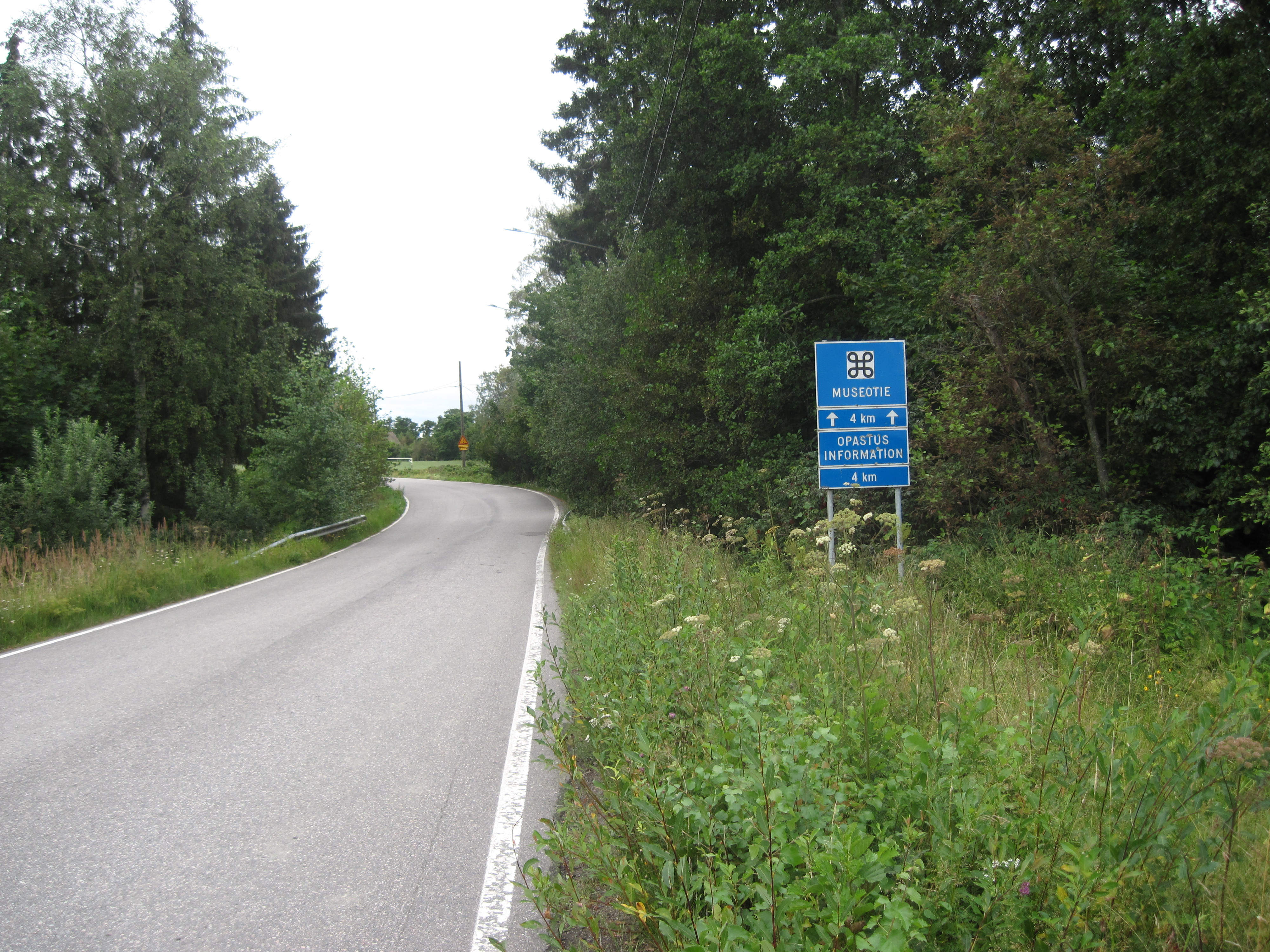
Infart till vägen

Tusby Strandväg är turistväg i Tusby kommun norr om Helsingfors.
Den är en liten del av vägen Skavaböle–Mäntsälä, som härstammar från medeltiden. Strandvägen gick ursprungligen mellan Tusby kyrkby och Träskända, men 1959 gjordes en ny sträckning av vägen vid Träskända. I Tusby blev gamla vägen kvar och en knappt fyra kilometer lång vägsträcka utnämndes av Vägförvaltningen till museiväg 1982. 
I början av 1900-talet uppstod konstnärskolonin vid Tusby träsk vid Tusby träsk. Juhani Aho och hans fru Venny Soldan-Brofeldt var de första som flyttade dit 1897. Pekka Halonen flyttade in i sitt egenritade hus Halosenniemi 1902. Eero Järnefelt, Jean Sibelius och Juhana Heikki Erkko var konstnärer som också bosatte sig i området. Flera andra deltog i samvaron, bland andra Eino Leino som i slutet av sitt liv tillbringade långa perioder på Tusby Strandpensionat.

## Byggnader i trakten av Tusby träsk
- Halosenniemi, Pekka Halonens bostad och ateljé från 1902
- Ahola (Vårbacka), Juhani Ahos och Venny Soldan-Brofeldts bostad
- Ainola, Jean och Aino Sibelius bostad
- Erkkola, J.H. Erkkos bostad
- Suviranta, Eero Järnefelts och Saimi Swans bostad
- Syvälahti, Aleksis Kivis sista bostad, brodern Albert Stenvalls familjs torp
- Syväranta lottamuseum
- Villa Kokkonen, väster om Tusby träsk

## Bildgalleri

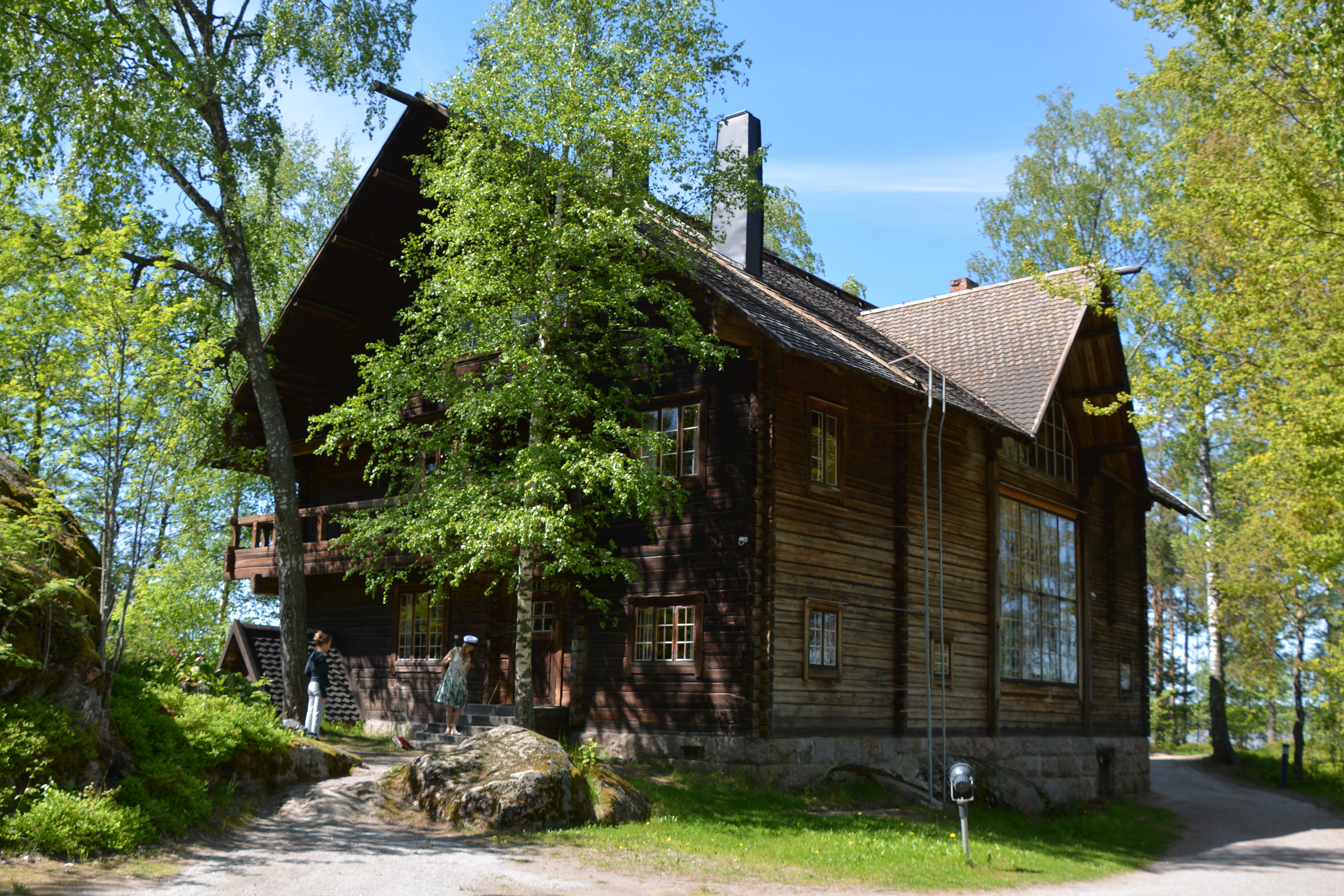
Halosenniemi
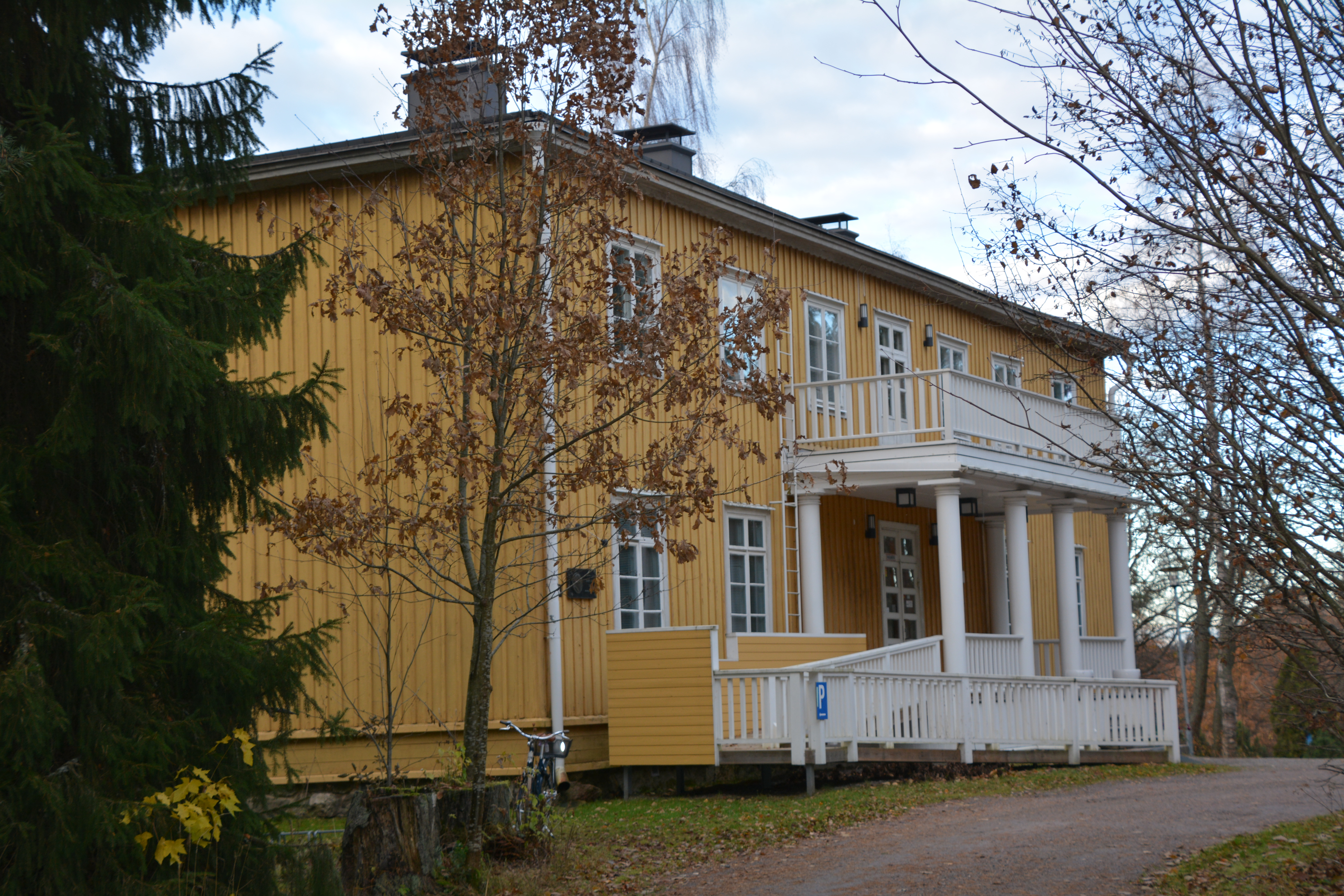
Ahola
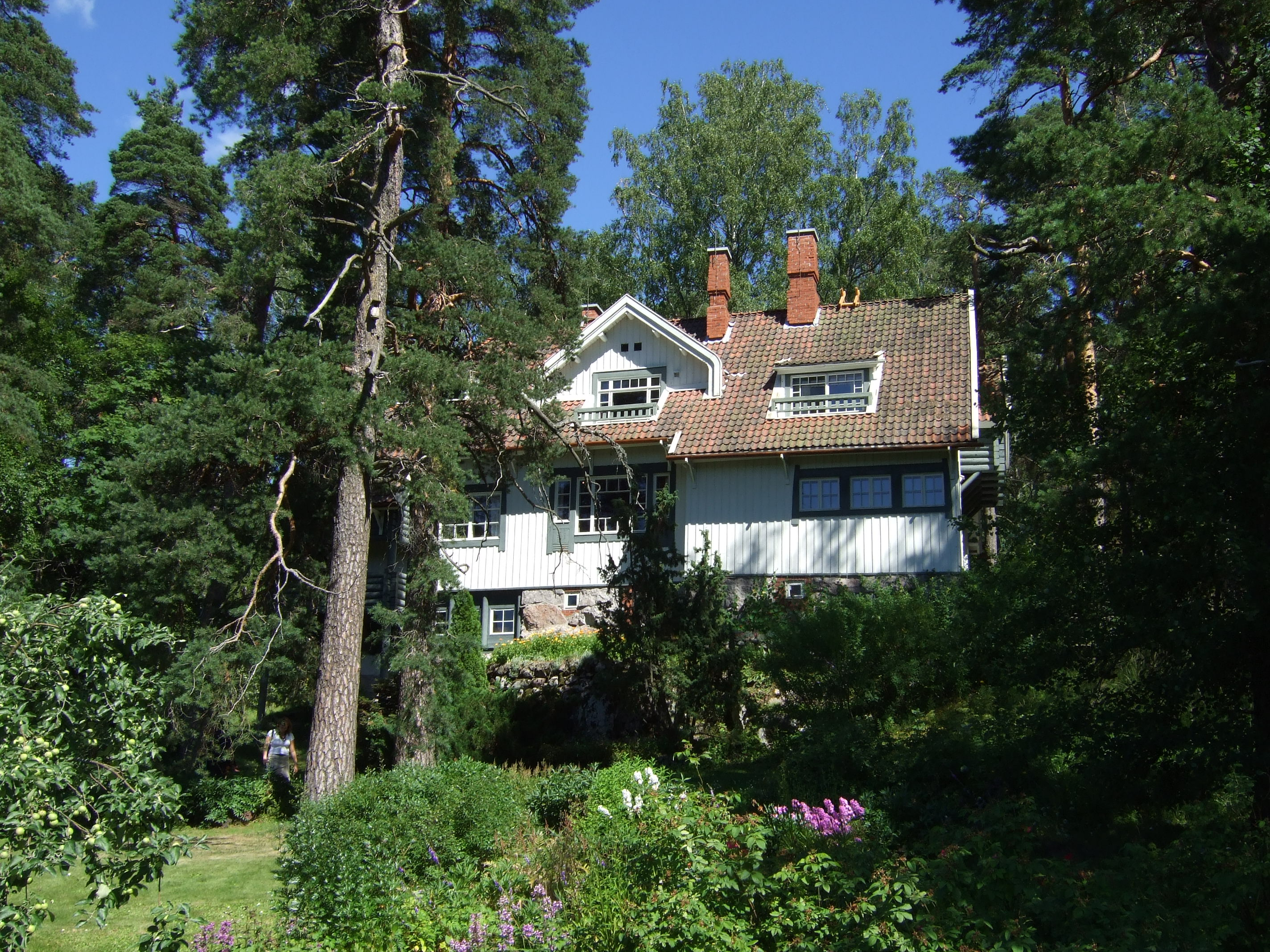
Ainola
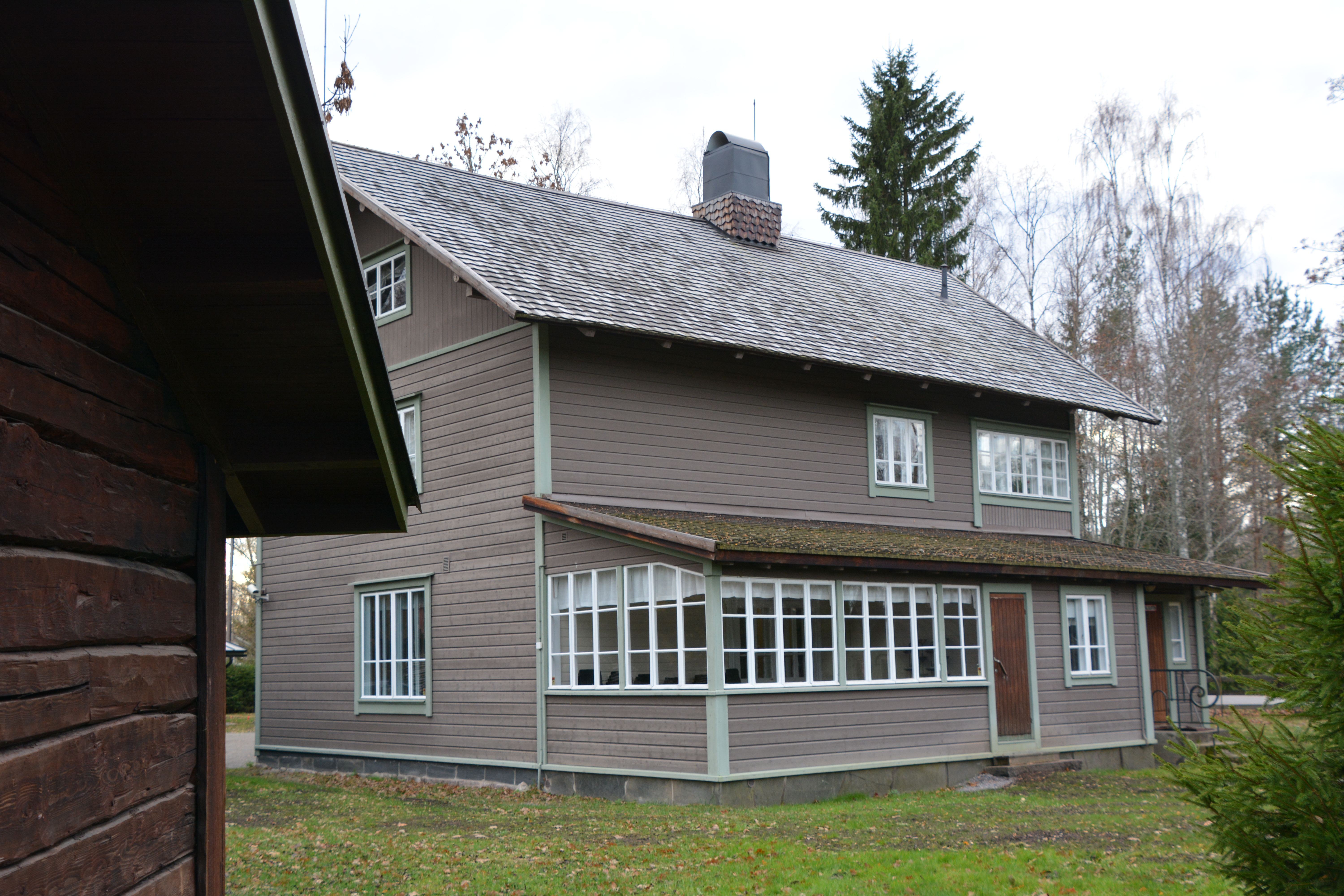
Erkkola
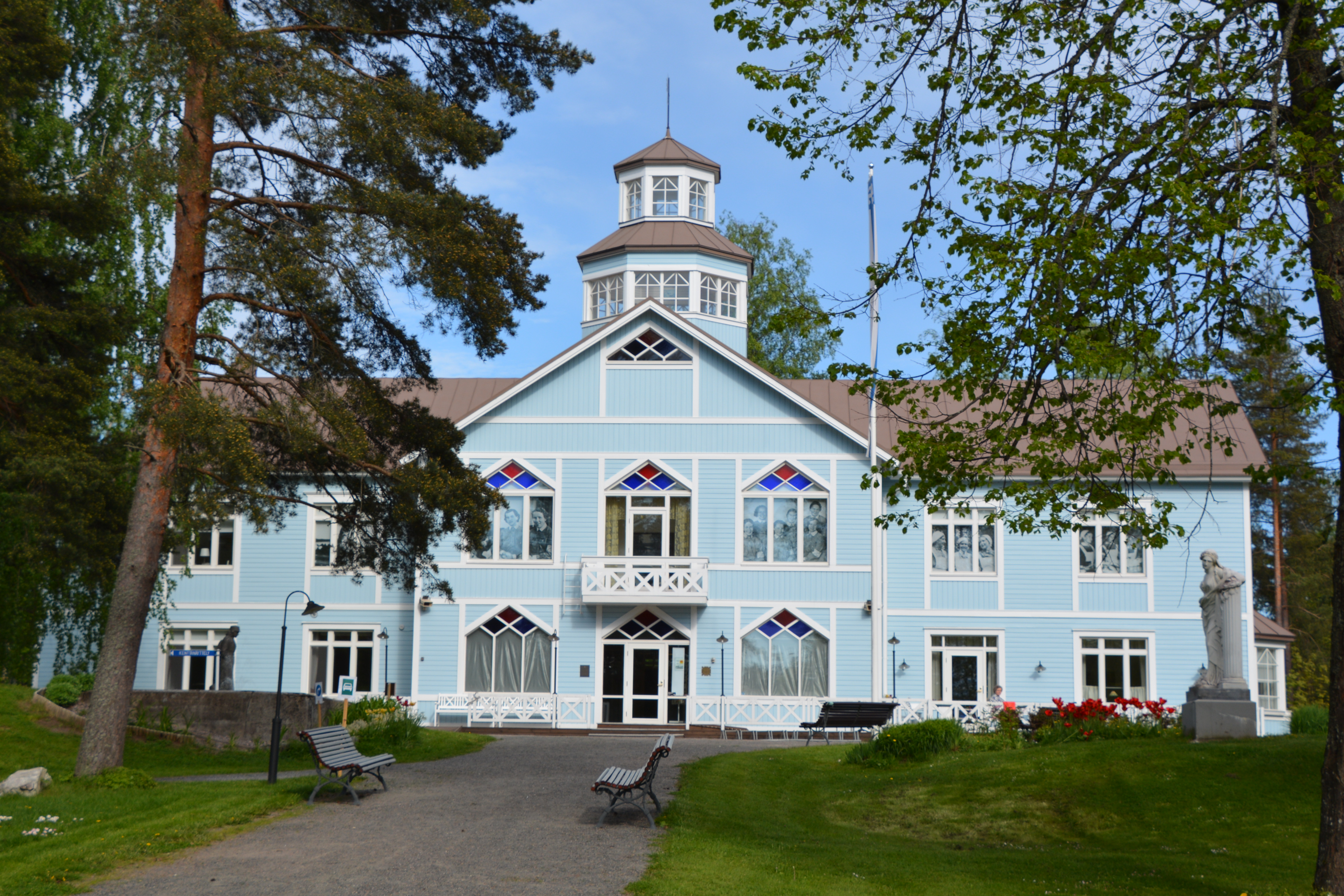
Lottamuseum
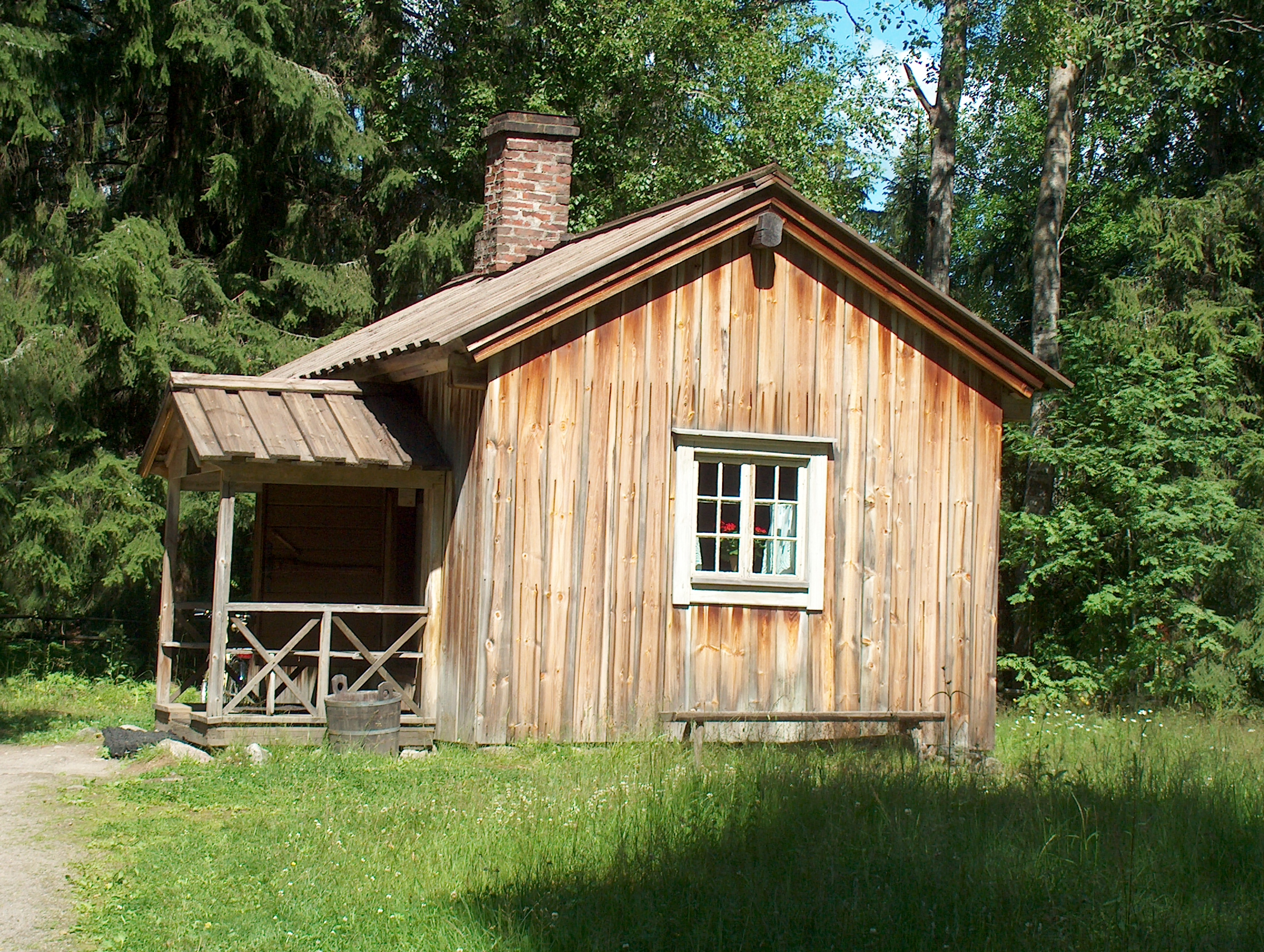
Syvälahti